# EMDR terápia
Az EMDR (Eye Movement Desensitization and Reprocessing) terápia, magyarul szemmozgásokkal történő deszenzitizálás és újrafeldolgozás egy olyan pszichoterápiás technika, melyet traumák után megmaradt testi- és lelki tünetek leküzdésére dolgoztak ki.
A kezelést Francine Shapiro (1948. február 8. – 2019. június 16.)  kaliforniai pszichológus írta le 1987-ben, majd 1989-ben publikálta tapasztalatait, több tudományos könyvet, könyvfejezetet és közleményt is kiadott a témában.
A módszer alkalmazása 1990-től kezdett elterjedni szélesebb körben, manapság már sokszor egész terápiás eljárások alapjául is szolgál. Népszerűsége egyre nő, mind a pszichiáterek, mind a betegek körében. Számos pszichés zavarra alkalmazzák, minden olyan problémára, melynek hátterében traumatikus esemény áll. 
Francine Shapiro szerint az agy feldolgozórendszerét a gyors szemmozgások aktiválják, így a múltban történt traumatikus eseményen a beteg túl tud lépni. Hasonló eredményeket lehet elérni a két fülre küldött hangok, vagy a test két oldalának váltakozó gyors érintésével is, de ezeket az ingerlési variációkat ritkábban alkalmazzák.

## Története
Francine Shapiro rosszindulatú betegsége miatt nyomasztó gondolatokkal sétált egy parkban, ahol a járda két oldalán álló fákat nézve a szeme ideges jobbra-balra mozgásával egy szakkádikus szemmozgása alakult ki. Arra figyelt fel, hogy nemsokára az idegessége enyhült, megkönnyebbülést érzett. Nem értette miért, hiszen a sétával nem oldódtak meg a problémái. Visszagondolva a történtekre az jutott eszébe, hogy a gyors szemmozgásoknak elképzelhető, hogy feszültségcsökkentő hatása lehet. Későbbi tapasztalatai során azonban rájött, ennél jóval többről van szó. Stresszkeltő esemény hatására az emlékfeldolgozás blokkolódik, az emlék nem lesz feldolgozva, eltárolva, a beteg rendszeresen átéli azt, mintha a jelenben történne.
A módszer újra feldolgozza és függetleníti a traumatikus eseményhez fűződő érzéseket, ennélfogva nem csak a tüneteket enyhíti, hanem a traumával járó érzéseket is képes lehet megszüntetni. Ez a tapasztalat késztette komolyabb vizsgálatokra. Először az ismerősein, majd első páciensekként a vietnámi háborúban harcolt amerikai veteránok poszttraumás stressz zavarainál alkalmazta, számára is meglepő sikerrel.
Mivel a vizsgált személyeknek nem sikerült mindig maguktól a ritmikus szemmozgás létrehozása, ezért a doktornő a két ujját jobbra-balra mozgatva a szemük előtt indukálta azt.
Shapiro a módszerét először Eye Movement Desensitizationnak (EMD) nevezte el, mivel a szemmozgásokkal félelemcsökkenést sikerült elérni. További vizsgálataival, valamint a betegek és a szakemberek visszajelzései által rájött, hogy a deszenzitizációnál jóval több történik, ezért 1991-ben Eye Movement Desensitization and Reprocessingre (EMDR) változtatta a kezelés nevét, mivel az affektív változásokon kívül kognitív változások is történnek.  1995-ben kiadott tankönyvében a módszer nyolc szakaszát ismerteti.

## Lényege
A terápiát elsősorban traumatikus esemény miatt tartósan fennmaradó problémáknál alkalmazzák. 
Normál esetben az egyént ért élmények, események az agy feldolgozó rendszerében összegyűlnek, összekapcsolódnak és az emlékezetben eltárolásra kerülnek. Viszont ha az átélést nagyfokú stressz kíséri, disszociáció jön létre, ami széttöredezett emlékeket hoz létre, az emlékfeldolgozás elakad, befagyott emlékdarabok keletkeznek. A rosszul tárolt, feldolgozatlanul maradt emlékek folyamatosan jelen vannak, és ha valami által felidéződnek, a beteg képes olyan lelki és testi reakciókkal újra átélni az eseményeket, mintha azok a jelenben történnének meg vele. 
A kezelés segít az eseményrészleteket összekapcsolni, emlékké alakítani és az emlékezetben eltárolni. A beteg emlékezni fog az eseményre, de most már képes azt múltként értelmezni és a jelen biztonságát érezni.  
A traumára reagáló agyi területek működése csökken, ezért a félelem, szorongás jelentősen enyhülhet, akár teljesen meg is szűnhet.
Ez a terápia abban is különbözik más ilyen típusú kezelésektől, hogy a páciensnek nem kell az átélt traumáról részletesen beszélnie, a nyomasztó emléket hosszan átélnie, nem a gondolatok megváltoztatása a cél, hanem közvetlenül az emlékekre, annak eltárolására történik az összpontosítás. A kétoldali stimuláció miatt nem is tud a beteg kizárólag a felidézett eseményre koncentrálni.
Az idegtudomány nem tudja pontosan, hogyan és miért működik az EMDR, de a módszer kutatói észrevették, hogy a kezelések közben ugyanazokon az agyi területeken látható aktivitás, mint éjszakai mély alvásnál, mikor REM fázisba süllyed az alvó. Mivel az emlékek eltárolása alvás közben a REM fázisában jön létre, ezzel magyarázzák a megragadt emlékek feldolgozását is.
A test és a lélek gyógyító mechanizmusai általában alvás közben aktiválódnak. A traumával átélt esemény feldolgozásához viszont az alvás nem elég. Ezek a történések nem az agykéregben, hanem a limbikus rendszerben tárolódnak, ahonnan könnyen aktiválódnak, aminek eredményeképpen a személy újra és újra átéli az érzelmi stresszt. 
Az EMDR olyan stimulációkat használ, ami segít felszabadítani ezeket az emlékeket a limbikus rendszerből, hogy az a kéregben eltárolódhasson és semleges emlékké alakulhasson.  
A terápia hatására a traumatikus emlék felidézésekor a kliens már messziről, más nézőpontból, egyre homályosabban látja a jelenetet, mely már nem tűnik olyan fenyegetőnek, ezért az alvászavar, rémálmok, sokkoló emlékképek, elkerülő magatartás jelentősen csökken, vagy megszűnik.
Az EMDR nem csak hatékony és gyors lehet, de hatásai általában nem csak átmenetiek, azok hosszútávon is megmaradhatnak.

## Milyen problémák esetén alkalmazzák
Eredetileg poszttraumás stressz zavarban szenvedőknél alkalmazták, később egyéb szorongásos panaszoknál, depressziónál, pániknál, táplálkozási zavaroknál,  személyiségzavaroknál, kényszeres cselekvéseknél, fóbiáknál stb. is.
Sikeresen alkalmazzák még nehéz életeseményeknél, mint a gyász, szerfüggőségek, gyermeki magatartászavarok, természeti katasztrófák, közlekedési balesetek, válás, vetélés stb.

## A terápia nyolc fő fázisa
1. fázis: A beteg múltjának meghallgatása, különös tekintettel az átélt traumatikus eseményekre, majd a kezelés megtervezése, ahol meghatározzák mely negatív emlékeket szükséges feldolgozni.
2. fázis: A páciens felkészítése a felidézendő traumával való szembesülésre. Stresszkezelési technikák megtanítása.
3. fázis: A traumatikus emlék felidézése.
4. fázis: Az EMDR ingerek alkalmazása, mely közben a beteg folyamatosan beszámol az érzéseiről. Újra és újra visszatérnek a feldolgozandó eseményekhez, mindaddig, míg az átélt reakciók a minimálisra nem csökkennek.
5 fázis: A pozitív érzések és gondolatok megerősítése.
6. fázis: A trauma újbóli felidézése, miközben a terapeuta nyomon követi a beteg testi reakcióit. A stimulációt addig folytatja, míg a kellemetlen testi érzetek a lehető legkisebb mértékre csökkennek.
7. fázis: A terapeuta ellenőrzi, hogy a beteg mennyire stabil testi- és lelkiállapotba került.
8. fázis: A kezelés eredményének kiértékelése. Ha a traumát több szakaszra kellett bontani, vagy többféle trauma érte a beteget, a következőhöz kezelési tervet készítenek. A 8 fázisból álló eljárást addig ismétlik, míg az összes szakasz feldolgozásra nem kerül.